# Bracon bimaculatus
Bracon bimaculatus är en stekelart som beskrevs av Szepligeti 1904. Bracon bimaculatus ingår i släktet Bracon och familjen bracksteklar. Inga underarter finns listade.